# Acido beenico
L'acido beenico o anche acido docosanoico è un comune acido carbossilico facente parte degli acidi grassi saturi con formula C21H43COOH. Si presenta sotto forma di cristalli bianchi o color crema o anche sotto forma di polvere, con un punto di fusione di 80 °C e punto di ebollizione di 306 °C.
Viene prodotto per riduzione catalitica dell'acido erucico o dall'olio di colza idrogenato: idrogenazione dell'acido erucico.
Si trova in vari oli vegetali: Microula sikkimensis (≥ 11%), Moringa oleifera (≥ 7%),
Pentaclethra macroloba e macrophilla. 
In quantità minori è presente anche in altri oli tra cui l'olio di colza (canola) e olio di arachidi. 
Assunto come olio alimentare, l'acido docosanoico produrrebbe concentrazioni medie del colesterolo totale e del colesterolo LDL analoghe a quelle dell'olio di palma.
Viene usato commercialmente nella cosmesi, nei balsami per capelli e nei sistemi emulsionanti. Si può trovare in oli lubrificanti, come ritardante l'evaporazione di solventi in sverniciatori.